# تپه قلعه زینل
تپه قلعه زینل مربوط به کالکولیتیک تا سده‌های متأخر دوران‌های تاریخی پس از اسلام است و در شهرستان دره‌شهر، بخش مرکزی، دهستان زرین دشت، ۱ کیلومتری شرق روستای مغزه موری واقع شده و این اثر در تاریخ ۵ تیر ۱۳۸۶ با شمارهٔ ثبت ۱۹۳۲۴ به‌عنوان یکی از آثار ملی ایران به ثبت رسیده است.
تپه قلعه زینل کلانتر نام قلعه‌ای تاریخی در جنوب روستای الیاس آباد چمکلان، از توابع شهرستان دره‌شهر در استان ایلام است. این روستا با مرکز شهرستان ۱۵ کیلومتر فاصله دارد و رود سیکان از غرب آن می‌گذرد. ارتفاعات عظیم کبیر کوه بخش جنوب غربی و رودخانه سیمره مرز طبیعی شرقی چمکلان را تشکیل می‌دهد. قلعه زینل در حد فاصل‌این پدیده‌های شاخص جغرافیایی‌ایجاد شده است. محدوده اثر تپه ماهوری است و فرسایش طبیعی آب نقش مهمی در توپوگرافی منطقه داشته است. قلعه زینل همانند دیگر قلاع محدوده زاگرس بر روی تپه‌ای نسبتاً بلند ساخته شده است. این تپه باستانی نسبت به زمین‌های اطراف حدود چهار متر ارتفاع دارد و شواهد روی تپه نشان می‌دهد تپه باستانی است و قدمت لایه‌های آن، دوره قدیمی تری را نشان می‌دهد.